# Lime's billede
 Der er for få eller ingen kildehenvisninger i denne artikel, hvilket er et problem. Du kan hjælpe ved at angive troværdige kilder til de påstande, som fremføres i artiklen.

Lime´s Billede er en roman fra 1998 af Leif Davidsen.
Bogen handler om danskeren Peter Lime som bor i Spanien i idyl med hans kone og datter, Amalia og Maria Luisa, og hans to gamle kammerater fra før murens fald, Oscar og Clara. Peter Lime og hans to venner driver en succesfuld forretning, da en katastrofe indtræffer og ændrer Peter Limes liv for altid. Handlingen udspiller sig hovedsagligt i Spanien.
Romanen blev i 1999 tildelt Glasnøglen for årets krimi i Norden.